# عنكبوت الموز

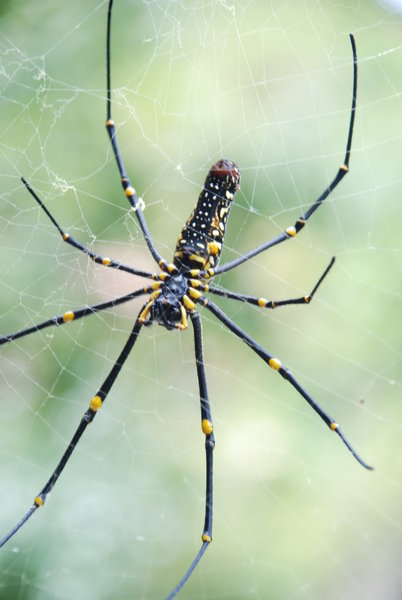
بيليبس على جزيرة لاما، هونغ كونغ

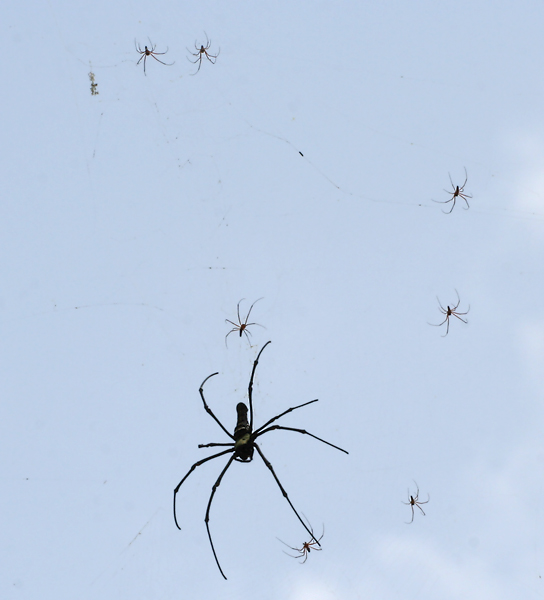
بيليبس أنثى مع العديد من الذكور

 غازل كرة الحريرالذهبية (جنس Nephila) هو جنس من العناكب ذات المخلبين هي العناكب الصائدة، بينما العناكب الناسجة لديها مخلب إضافي ويشار إلى عنكبوت شبكات الحرير التي تنسجها أنها مذهلة أو غازل كرة الحريرالذهبية نيفيلا يتكون من العديد من الأنواع الموجودة في المناطق الأكثر دفئا في جميع أنحاء العالم. كما يطلق عليها عادة غازل كرة الحريرالذهبية، عناكب الخشب العملاقة, أو عنكبوت الموز .
اسم جنس Nephila مشتق من اليونانية القديمة، ومعناه «مولعا بالغزل», من الكلمات (nen) = «يغزل» (وهي قريبة من nema νήμα «خيط») + φίλος (philos) = «تعشق».

## الوصف
وقد اكتشف الباحثون أن العناكب نفلا تشتهر بكونها أضخم العناكب الغازلة. لأنها تعد من أكبر عناكب الشبكات، والتي غالبا ما تتجاوز شبكتها 3 أقدام (1 متر) في القطر. الإناث فقط هي العملاقة، مع طول الجسم يتراوح من 1.5 بوصة (3.8 سم) تقريبا، والمسافة أو إتساع القدمين من 4 -- 5 بوصة (10–12 سم)، والذكور ضئيلة بالمقارنة. كما أنها كائنات نموذجية لدراسة الزيادة في تمحور الشكل الجنسي والبيولوجيا الجنسية.

## الشبكة

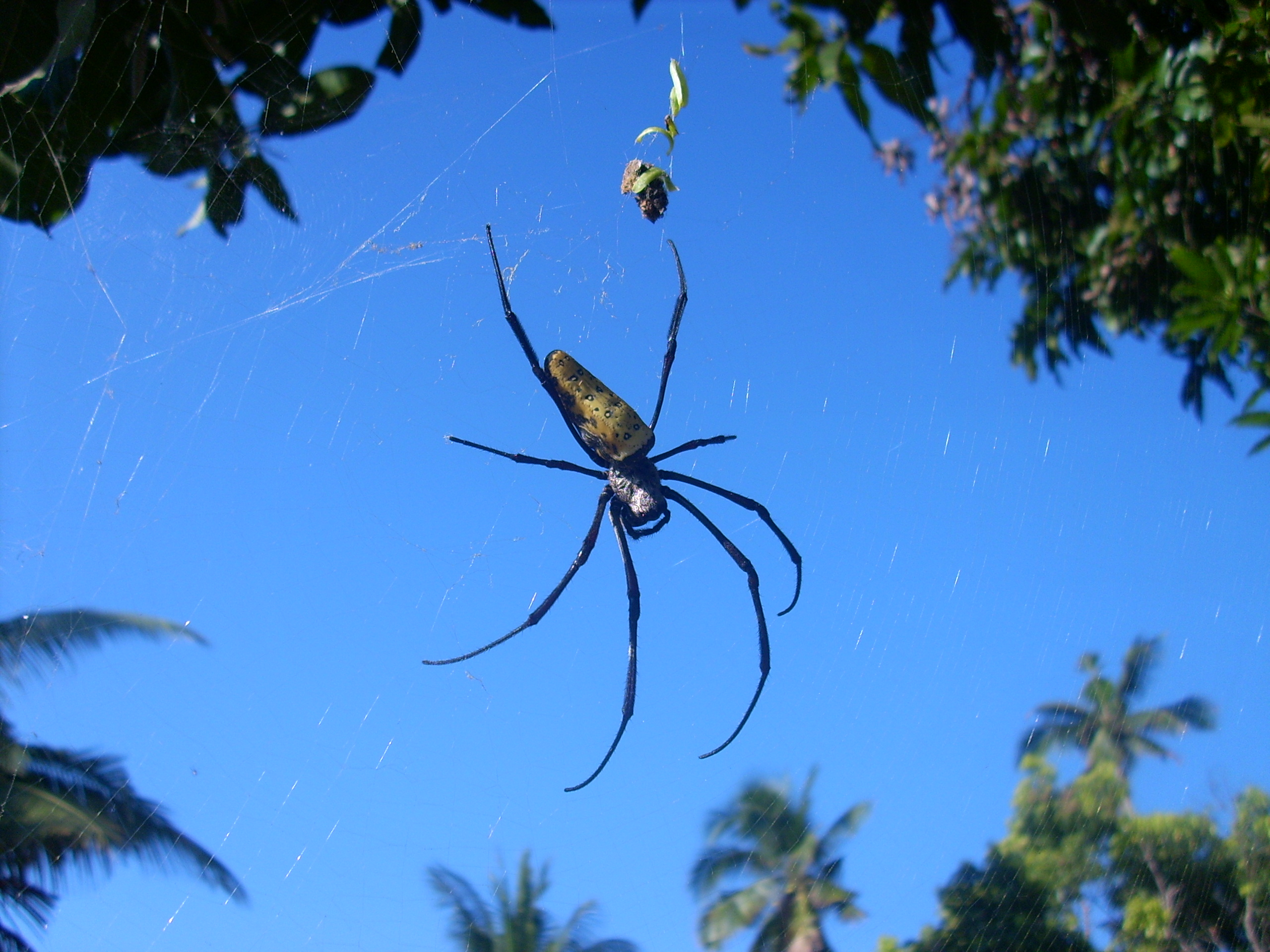
N. كلافاتا, غازل كرة الحريرالذهبية

يشير اسم غازل شبكة الحرير الذهبي إلى لون حرير العنكبوت، والذي يقوم بغزله هذا النوع من العناكب. ويظهر لمعان الحرير الذهبي المغزول في ضوء الشمس. حمض الزانثورنيك واثنان من كوينونات ومركب رابع غير معروف يعملون معاً على إنتاج هذا اللون الأصفر الذهبي. ويقترح الدليل التجريبي أن لون الحرير قد يكون له هدفان: شباك العنكبوت اللامعة بضياء الشمس تصطاد النحل الذي ينجذب إلى الخيوط الذهبية اللامعة، بينما في الأماكن الظليلة فإن اللون الأصفر يتماهى مع أوراق الشجر في الخلفية للتمويه. وبإمكان العنكبوت أن يتحكم في شدة الصبغة بالنسبة لمستويات اضاءة الخلفية واللون؛ مدى الانعكاس الطيفي يتأقلم بالذات لرؤية الحشرة.
شباك معظم عناكب نفيلا تكون معقدة، بشبكة دقيقة التشبيك معلقة في متاهة من شباك الحواجز غير الصمغية. ومثل الكثير من غازلي الحلزونات الصمغية، فإن الشبكة يتم تجديدها بصفة منتظمة، إن لم يكن يومياً، جلياً لأن لصوقة الشبكة تقل مع العمر. وعندما يكون الطقس جيداً (ولم يخرب المطر الشبكة)، فإن صغار وبالغي عنكبوت نفيلا غالباً ما يعيد بناء فقط جزء من الشبكة. ويزيل العنكبوت ويستهلك الجزء الذي يريد استبداله، ويبني عناصر شعاعية جديدة، ثم يغزل حلزونات جديدة. هذا التجديد الجزئي للشبكة يتميز عن باقي العناكب الغازلة لشبكات دائرية التي عادة ما تستبدل كل الشبكة.

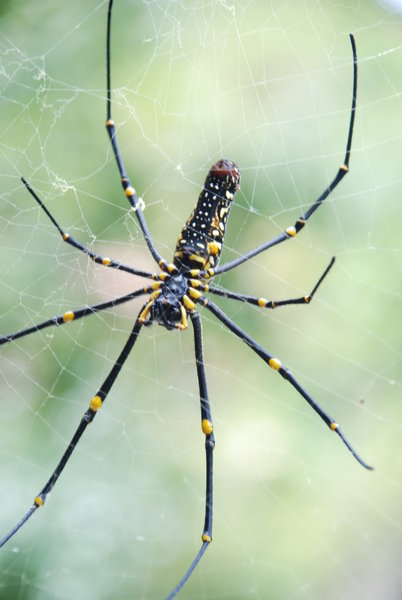
. ماكيولاتا في جزيرة لاما، هونغ كونغ

عادة، غازل شبكة الحرير الذهبي يبدأ أولا بغزل حلزونات غير صمغية بفراغ يتسع لنحو 2-20 حلزون اضافي بينهم (كثافة خيوط الحلزونات الصمغية تقل مع ازدياد حجم العنكبوت). وعندما تنتهي من الغزل الخشن، تعود أنثى العنكبوت وتملأ الثغرات. وبينما تزيل معظم العناكب الغازلة للشباك الحلزون غير اللاصق حين يبدأوا في غزل الحلزون اللاصق، فإن عنكبوت Nephila يتركه. وهو ما يترك تأثير «ورقة مخطوط» حين تظهر شبكة الغازل في الشمس: مجموعات من الحلزونات الملتصقة تعكس الضياء بينما تكون هناك «فجوات» حيث لا تعكس الحلزونات غير الصمغية الضياء.

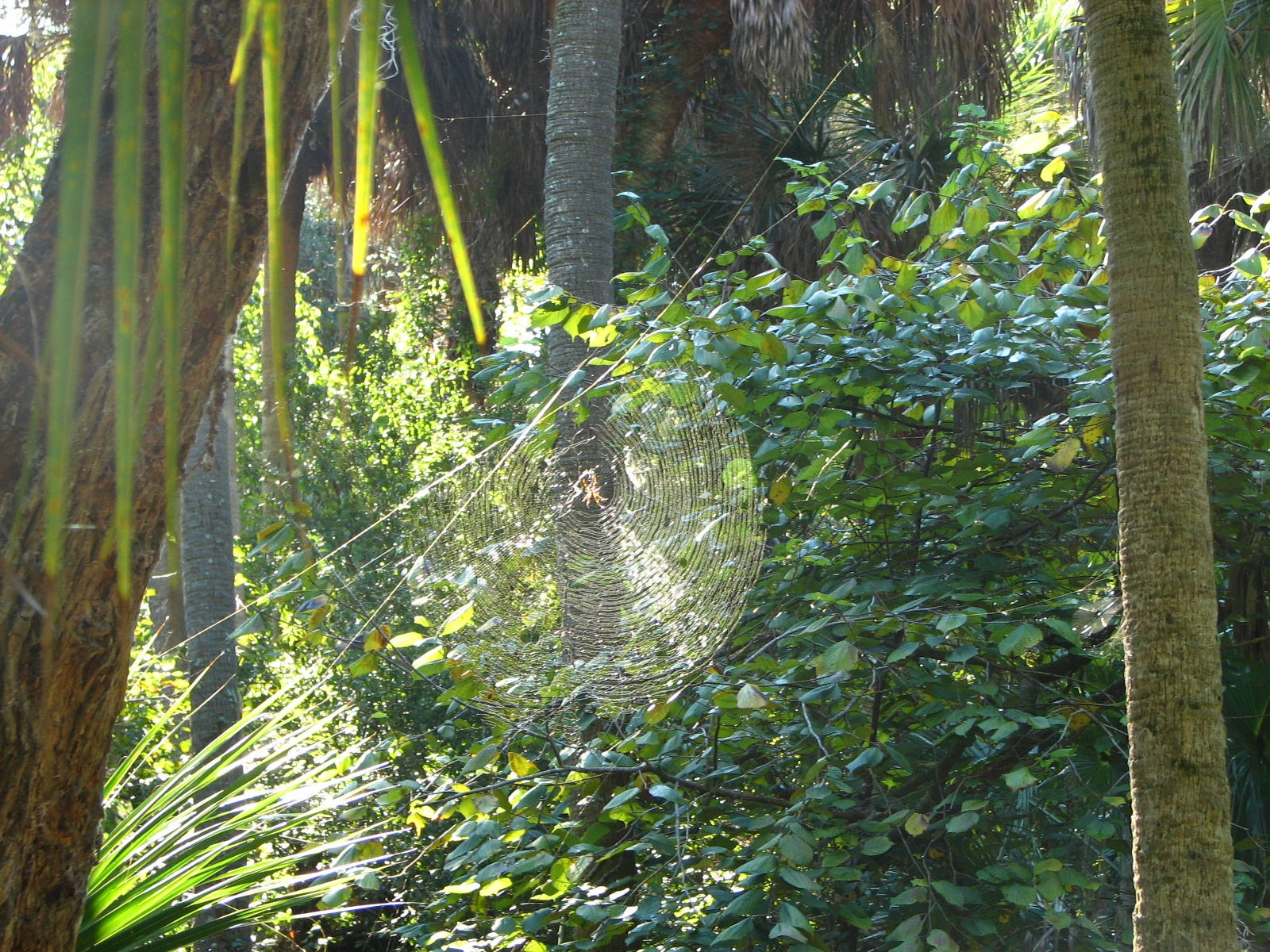
شبكة عنكبوت N. clavipes في جزيرة ميريت الوطنية للحياة البرية، فلوريدا.

جزء الغازل الدائري الرئيسي من شبكة العنكبوت البالغ N. clavipes يمكن أن يتعدى قطرها 1 متر، بخيوط دعم تمتد ربما لعدة أقدام أطول من ذلك. وبالنسبة للأرض، فإن شبكات العناكب البالغة قد تـُغزل في أي مكان من مستوى العين وأعلى حتى تصل إلى ظلة الأشجار. شبكة الغازل عادة ما تبدو مقطوعة بخيط داعم أفقي علوي، يعطيها سمة عدم الاكتمال.

## الانتشار
ينتشر غازل شبكة الحرير الذهبي في المناطق الدافئة في العالم، وتنتشر فصائله في أستراليا، آسيا، أفريقيا (مدغشقر)، وفي الأمريكتين. وتوجد أحد فصائله عنكبوت الحرير الذهبي، في الولايات المتحدة الأمريكية، حيث ينتشر في المنطقة الساحلية الجنوبية الشرقية، من كاليفورنيا الشمالية إلى تكساس.

## نفيلا والبشر
سم غازل شبكة الحرير الذهبي قوي زعاف إلا أنه ليس قاتل للبشر. وهو ذيفان عصبي مماثل لذلك السم من عنكبوت الأرملة السوداء؛ إلا ان سمه ليس بنفس القوة. وتسبب عضته ألماً موضعياً، واحمرار وبثور، إلا أن تلك الأعراض عادة ما تختفي في يوم (بالرغم من أن علامة العضة قد تترك ندبة).
وقد كانت هناك مجهودات لانتاج ثياب من حرير نفيلا. فتم تثبيت العناكب وبثق الخيط منها ولفه حتى يـُنهك العنكبوت. إلا أن تلك الطريقة لم تثبت جدواها الاقتصادية.
وهناك ثوب فريد مغزول من الحرير الذهبي من أكثر من مليون أنثى عنكبوت غازل شبكة الحرير الذهبي وهو معروض في المتحف الأمريكي للتاريخ الطبيعي.
الصيادون على سواحل المحيط الهندي الهادي يزيلون شباك العنكبوت نفيلا ويكورونها، ثم يرمونها إلى الماء. وفيه تنفرد وتمسك بالأسماك الطـُعم.
وفي الفولكلور الياباني، جوروگومو، أحد أنواع يوكاي، يـُعتقد أنها نفيلا (عنكبوت جورو) بإمكانها تغير الشكل لتصبح امرأة غاوية.

### خيوط الحرير الذهبية

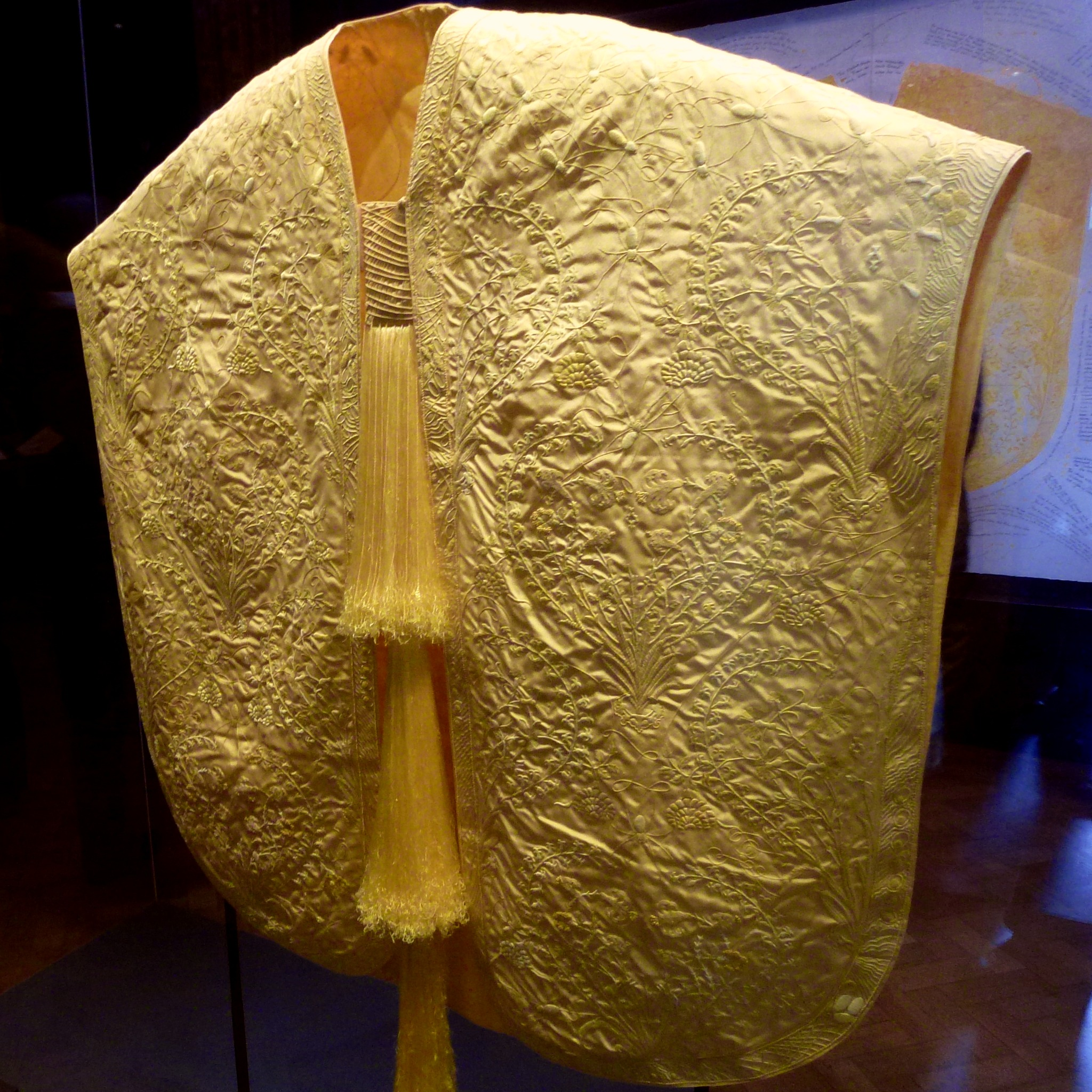
غطاء الرأس المصنوع بواسطة غازل كرة الحرير الذهبية من مدغشقر معروضة في متحف فيكتوريا وألبرت في لندن في يونيو 2012.

كانت هناك عدة جهود في الماضي لانتاج الملابس الجاهزة من حرير نيفيلا رغم أن ذلك لم يكن قابلا للتطبيق تجاريا. تشمل هذين علاقتين للأسرة التي عرضت في 1900 معرض باريس.
في عام 2004 مصمم النسيج، سيمون بييرز، والمنظم، نيكولاس غودلي تمكنا في ثلاث سنوات من العمل واستخدام 1.2 مليون من نساجوا عناكب غازل كرة الحريرالذهبية - (جمعها في البرية وأفرج عن العناكب في وقت لاحق بنحو 30 دقيقة بعد أن أنتجت الحرير) لإنتاج الشال الذي كان قد عرض في المتحف الأمريكي للتاريخ الطبيعي في عام 2009.
بحلول عام 2012 تمكنوا من إنتاج نسيجا ثان أكبر، غطاء للرأس، الذي كان، جنبا إلى جنب مع الشال، وعرضت في متحف فيكتوريا وألبرت في لندن.
آخر استفادة ممكنة من الحرير من جنس نيفيلا كانت تتمحور في هندسة النسيج. دراسة من المدرسة العليا في هانوفر أفادت بأن حرير نيفيلا المعالج قد ثبت أنه يمثل سقالة ممتازة بفضل التوافق البيولوجى، ونقاط القوة الميكانيكية، وخاصيتها لتعزيز التصاق الخلايا وانتشارها. على وجه الخصوص، يعمل الحرير كمادة توجيهية مناسبة لإعادة نمو الأعصاب الطرفية.
الصيادين على سواحل المحيط قاموا بإزالة 'شبكات نيفيلا في الهند والمحيط الهادئ وأعادوا إنشاؤها بشكل كروى وألقيت في الماء. وحال سقوطها في الماء، إنتشر إستخدامها لصيد السمك.